# Đội cứu hộ bãi biển
Baywatch: Đội cứu hộ bãi biển (tên gốc tiếng Anh: Baywatch) là một bộ phim điện ảnh hành động hài của Mỹ năm 2017 do Seth Gordon đạo diễn dựa trên loạt phim truyền hình cùng tên. Kịch bản phim do Mark Swift và Damian Shannon thực hiện. Phim có sự tham gia diễn xuất của Dwayne Johnson, Zac Efron, Alexandra Daddario, Kelly Rohrbach, Jon Bass, Ilfenesh Hadera và Hoa hậu Thế giới 2000 Priyanka Chopra. Nội dung phim xoay quanh câu chuyện về Mitch Buchannon và những người trong đội cứu hộ của anh trong cuộc hành trình giải cứu bãi biển khỏi tay trùm ma túy đá Victoria Leeds.
Quá trình quay phim chính bắt đầu vào ngày 22 tháng 2 năm 2016 tại Florida và Savannah, Georgia. Hãng Paramount Pictures công chiếu phim vào ngày 25 tháng 5 năm 2017 tại Hoa Kỳ. Tại Việt Nam, phim được khởi chiếu vào ngày 2 tháng 6 năm 2017, với các suất chiếu sớm bắt đầu từ tối ngày 25 tháng 5 năm 2017.

## Nội dung
Ở Vịnh Emerald, Florida, Trung úy Mitch Buchannon đang chỉ huy một đội cứu hộ chuyên nghiệp mang biệt danh "Baywatch". Mitch tổ chức một cuộc thi tuyển chọn thêm thành viên cho đội Baywatch. Kết quả là có ba người được chọn vào đội, đó là: Summer Quinn, Ronnie Greenbaum và Matt Brody. Đặc biệt Matt là vận động viên bơi lội từng đoạt huy chương vàng Olympic.
Trong một buổi sáng đi dạo, Mitch nhặt được gói ma túy nhỏ gần câu lạc bộ Huntley của nữ doanh nhân Victoria Leeds, người đang hối lộ các quan chức địa phương. Một con thuyền ngoài khơi xảy ra hỏa hoạn, đội Baywatch liền ra đó giải cứu. Mọi người được sơ tán, chỉ có ông hội viên hội đồng Rodriguez là đã chết. Sĩ quan cảnh sát Ellerbee không cho Mitch tham gia hoạt động điều tra.
Mitch và các thành viên trong đội đi vào buổi tiệc của Leeds để tìm thêm chứng cứ, nhưng Matt đã làm hỏng chuyện vì uống rượu say. Mitch, Matt và Summer sau đó lẻn vào nhà xác, nơi họ quay phim lại hai tên thuộc hạ của Leeds nói rằng chúng đã giết Rodriguez theo lệnh Leeds. Nhóm của Mitch bị phát hiện, mặc dù Mitch bắt giữ được một tên, nhưng cái điện thoại cũng bị phá hủy. Ellerbee đành phải thả nghi phạm ra vì không có chứng cứ. Ông sếp Thorpe tức giận đe dọa sẽ sa thải Mitch nếu anh dám vượt quá thẩm quyền một lần nữa.
Nghi ngờ Leeds đang dùng câu lạc bộ Huntley để bán ma túy, Mitch và Matt đột nhập vào nhà bếp của câu lạc bộ. Họ nhìn thấy công nhân của Leeds đang nhận ma túy từ những thùng cá. Họ gọi điện cho Ellerbee, biết được đã tìm thấy một xác chết khác ngoài biển. Thorpe sa thải Mitch và cho Matt làm Trung úy mới. Matt miễn cưỡng đồng ý, còn Mitch chuyển sang làm nhân viên trong cửa hàng điện thoại.
Sau khi tìm thấy gói ma túy nhỏ khác ngoài bãi biển, Matt ăn cắp bản báo cáo về nạn nhân thứ hai từ Ellerbee và đưa nó cho Summer, người xác nhận rằng người đó chết do bị sát hại. Ronnie giúp Matt xâm nhập vào máy chủ của Leeds, biết được kế hoạch của cô ta là xâm chiếm toàn bộ bãi biển bằng cách mua chuộc hoặc trừ khử những doanh nhân cạnh tranh.
Cả đội thâm nhập vào buổi tiệc của Leeds, phát hiện ra cách Leeds tạo vỏ bọc để buôn ma túy. Matt bị bắt giữ và bị nhốt trong cái lồng. Leeds tiết lộ chính cô đã hối lộ Thorpe để ông ta sa thải Mitch, trước khi đá cái lồng xuống nước. Matt sắp bị chết đuối, nhưng Mitch xuất hiện và cứu anh. Cả hai đuổi theo Leeds, trong khi Ronnie và C.J. bắn pháo hoa ngăn không cho chiếc trực thăng của Leeds hạ cánh. Mitch dùng một ống pháo hoa cỡ lớn bắn Leeds nổ tan xác, cứu mạng Matt lần nữa. Ellerbee đến nơi bắt giữ thuộc hạ của Leeds. Thorpe cũng đến nơi và bắt đầu la mắng Mitch vì anh dám quay lại bãi biển, nhưng ông bị Matt đấm vào mặt. Thorpe bị bắt giữ vì vai trò của ông trong kế hoạch của Leeds.
Sau tất cả mọi chuyện, Matt và Summer yêu nhau, Ronnie và C.J. yêu nhau. Mitch được phục hồi chức vụ, và anh giới thiệu đội Baywatch với một người đội trưởng mới, Casey Jean.

## Diễn viên
- Dwayne Johnson vai Mitch Buchannon
- Zac Efron vai Matt Brody
- Priyanka Chopra vai Victoria Leeds[8]
- Alexandra Daddario vai Summer Quinn
- Kelly Rohrbach vai C. J. Parker
- Jon Bass vai Ronnie Greenbaum
- Ilfenesh Hadera vai Stephanie Holden
- Yahya Abdul-Mateen II vai Garner Ellerbee
- Rob Huebel vai Don Thorpe
- Hannibal Buress vai Dave
- Jack Kesy vai Leon
- Oscar Nunez vai Rodriguez
- Amin Joseph vai Frankie
- Izabel Goulart vai Amber
- Charlotte McKinney vai Julia[9]
- Belinda Peregrín vai Carmen
- Arian Foster vai chính anh
- Seth Gordon vai Phi công trực thăng
- David Hasselhoff vai Người cố vấn
- Pamela Anderson vai Casey Jean Parker[10][11]

## Sản xuất

### Tuyển diễn viên
Tháng 9 năm 2012, các nguồn tin xác nhận Robert Ben Garant, nhà đồng sáng lập của loạt phim truyền hình Reno 911!, sẽ ngồi ghế đạo diễn cho phiên bản điện ảnh của Baywatch cho hãng Paramount Pictures. Ngày 2 tháng 10 năm 2014, Dwayne Johnson được xác nhận sẽ đảm nhiệm vai diễn chính, đồng thời Justin Malen sẽ là người viết lại phần kịch bản. Ngày 23 tháng 7 năm 2015, Seth Gordon được bổ nhiệm làm đạo diễn thay thế, và Johnson sẽ tham gia sản xuất bộ phim cùng với Dany Garcia thông qua hãng sản xuất Seven Bucks Productions, đồng hành với hai hãng The Montecito Picture Company và Beau Flynn. Damian Shannon và Mark Swift đảm nhiệm phần kịch bản cuối cùng, và bộ phim sẽ mang phong cách hài hước. Ngày 10 tháng 8 năm 2015, Zac Efron ký hợp đồng đóng vai chính trong phim, và Beau Flynn và Ivan Reitman cũng gia nhập hãng sản xuất Seven Bucks Productions của Johnson. Tới ngày 9 tháng 11 năm 2015, trang Deadline đưa tin rằng có tổng cộng bảy nữ diễn viên đang được xem xét để vào vai nhân vật nữ chính: Alexandra Daddario, Ashley Benson, Nina Dobrev, Alexandra Shipp, Shelley Hennig, Bianca A. Santos và Denyse Tontz. Vào ngày 18 tháng 11 năm 2015, Johnson xác nhận Daddario sẽ vào vai Summer, một nữ cứu hộ, và là người mà nhân vật của Efron có tình cảm.
Ngày 4 tháng 1 năm 2016, Kelly Rohrbach được xác nhận sẽ vào vai C. J. Parker thông qua một bài đăng trên tài khoản Instagram của Johnson. Damian Shannon và Mark Swift sẽ thưc hiện khâu kịch bản, và các nhà sản xuất chính thức sẽ là Johnson cùng với người cộng sự Dany Garcia, thông qua hãng sản xuất Seven Bucks Productions, cùng với Flynn, Reitman, Michael Berk, Douglas Schwartz và Gregory J. Bonann. Ngày 20 tháng 1 năm 2016, Johnson một lần nữa đăng tải lên Instagram xác nhận Ilfenesh Hadera sẽ vào vai người tình của Johnson. Ngày 27 tháng 1 năm 2016, Jon Bass được tuyển vào dàn diễn viên với vai Ronnie, một nhân vật hài hước, ngu ngốc và có tình cảm với Parker. Vào ngày 12 tháng 2 năm 2016, Hannibal Buress tham gia dàn diễn viên với vai một người khách trên biển. Tới ngày 17 tháng 2 năm 2016, Hoa hậu Thế giới 2000 Priyanka Chopra ký hợp đồng vào vai diễn nhân vật phản diện của phim. Vai diễn phản diện này ban đầu vốn được dành cho một diễn viên nam. Vào tháng 3 năm 2016, Yahya Abdul-Mateen II tham gia bộ phim với vai Ellerbee, một cảnh sát địa phương. Ngày 12 tháng 3 năm 2016, nữ ca sĩ Belinda Peregrín xác nhận cô sẽ tham gia bộ phim. Jack Kesy và Amin Joseph cũng được tuyển vào dàn diễn viên. Ngôi sao mạng xã hội Vine Logan Paul cũng tiết lộ rằng anh sẽ xuất hiện trong phim, nhưng phân cảnh có mặt anh sau đó đã bị cắt. Người mẫu Izabel Goulart cũng tham gia đóng trong phim.

### Quay phim
Quá trình quay phim chính bắt đầu được diễn ra từ ngày 22 tháng 2 năm 2016 tại bãi biển Deerfield, Florida với bối cảnh được lấy tại Quận Broward, Florida, trong khi loạt phim truyền hình gốc được lấy bối cảnh tại Malibu, California. Phim được quay tại Miami và Savannah, Georgia. Cuối tháng 3 năm 2016, phim được bấm máy tại Đảo Tybee, Georgia.

## Phát hành
Tháng 1 năm 2016, hãng Paramount Pictures lên lịch khởi chiếu cho Baywatch: Đội cứu hộ bãi biển vào ngày 19 tháng 5 năm 2017, vốn ban đầu được xếp cho phần phim tiếp nối của Kẻ hủy diệt: Thời đại Genisys. Vào tháng 12 năm 2016, Paramount lùi lịch công chiếu của phim xuống một tuần, tức ngày 26 tháng 5 năm 2017, để tránh cạnh tranh với phim điện ảnh Quái vật không gian. Tới tháng 4 năm 2017, phim được xác nhận sẽ khởi chiếu sớm hơn một ngày so với lịch công chiếu cũ nhằm tránh cạnh tranh trực tiếp với Pirates of the Caribbean: Salazar báo thù.

### Doanh thu phòng vé
Tính đến  ngày 9 tháng 7 năm 2017, Baywatch: Đội cứu hộ bãi biển đã thu về tổng cộng 57,6 triệu USD tại thị trường Mỹ và Canada, và 101,8 triệu USD tại các thị trường ngoại địa, nâng tổng doanh thu toàn cầu lên mức 159,4 triệu USD, so với kinh phí sản xuất là 69 triệu USD.
Tại thị trường Mỹ và Canada, các chuyên gia dự đoán phim sẽ thu về 40 triệu USD từ 3.642 rạp chiếu phim trong năm ngày cuối tuần ra mắt, trong khi hãng phim có số liệu dự đoán khiêm tốn hơn là 30 triệu USD. Phim thu về tổng cộng 1,25 triệu USD tại 2.554 rạp chiếu trong suất chiếu sớm đêm thứ tư. Tuy nhiên, sau khi thu về 4,6 triệu USD trong ngày đầu ra mắt (tính cả doanh thu suất chiếu đêm thứ tư) và 5,7 triệu USD vào thứ sáu, dự đoán doanh thu năm ngày đầu của phim giảm xuống chỉ còn 25 triệu USD. Cuối cùng phim thu về 18,5 triệu USD trong ba ngày cuối tuần (với tổng năm ngày là 27,7 triệu USD), về thứ ba trên bảng xếp hạng doanh thu phòng vé tuần, xếp sau Pirates of the Caribbean: Salazar báo thù (63 triệu USD) và Vệ binh dải Ngân Hà 2 (20,9 triệu USD). Dịp cuối tuần thứ hai phim thu về 8,8 triệu USD (giảm 52,5% so với dịp cuối tuần ra mắt), về thứ 5 ở doanh thu phòng vé.

### Đánh giá chuyên môn
Trên trang web tổng hợp kết quả đánh giá Rotten Tomatoes, Baywatch: Đội cứu hộ bãi biển nhận được 19% lượng đồng thuận dựa theo 187 bài đánh giá, với điểm trung bình là 4/10. Trên trang Metacritic, bộ phim đạt số điểm 37 trên 100, dựa trên 47 nhận xét, chủ yếu là những lời chỉ trích. Khán giả bình chọn trên trang CinemaScore cho phim điểm trung bình "B+" trên thang từ A+ tới F.
Viết cho tờ Rolling Stone, Peter Travers khen ngợi dàn diễn viên và thừa nhận rằng anh không thích bộ phim này. Travers đánh giá phim hai trên bốn sao và nhận xét, "Hãy nghĩ tới việc bạn ngồi trong hai tiếng đồng hồ để đắm mình trong sự ngu dốt với một hộp bỏng, bọc trong một ít bơ giả và có thể là thêm một đống kẹo M&M chảy ở bên trên nữa. Cảm giác đó thật tuyệt vời, và rồi bụng bạn đau, đầu bạn đau và bạn nôn mọi thứ ra ngoài để có thể quên hết mọi thứ vào sáng hôm sau. Đó chính là sự bế tắc của bộ phim Baywatch: Đội cứu hộ bãi biển này." Minh Phúc từ Zing.vn cho phim số điểm 6/10 kèm lời nhận xét: "Bộ phim có thể mang đến một vài tiếng cười giải trí, nhưng nhà sản xuất cần tìm ra hướng khai thác mới mẻ, độc đáo hơn thì mới có thể lôi kéo khán giả tới rạp với phần hai."

## Phần tiếp nối
Vào tháng 5 năm 2017, trước khi Baywatch: Đội cứu hộ bãi biển được khởi chiếu, nhà sản xuất Beau Flynn tiết lộ rằng kế hoạch thực hiện phần phim tiếp nối đã được bàn luận, với Johnson, Efron, cùng hai nhà biên kịch Damian Shannon và Mark Swift sẽ đều trở lại.